# Brużyca Wielka (gmina)
Brużyca Wielka – dawna gmina wiejska istniejąca w latach 1924–1954 w woj. łódzkim. Siedzibą władz gminy była Brużyca Wielka.
Gmina Brużyca Wielka powstała 27 marca 1924 roku w powiecie łódzkim w woj. łódzkim z obszaru:
- zniesionej gminy Brużyca:
  - Brużyca-Kolonia, Brużyca (Wielka), Bugaj, Franin, Łobodź, Łomnik, Rafałów, Ruda, Szatonie i Wierzbno i Zimna Woda;
- zniesionej gminy Nakielnica.
  - Antoniew, Brużyczka-Księstwo, Brużyczka Mała, Huta Aniołów, Jastrzębia Dolna, Jastrzębia Górna, Jedlicze A, Jedlicze B, Kargulec, Karolew, Kontrewers, Leonów, Nakielnica, Okręglik, Piaskowice, Piła, Sokołów i Ustronie[4].

1 kwietnia 1928 do gminy Brużyca Wielka przyłączono wsie Aniołów i Krogulec z gminy Chociszew w powiecie łęczyckim w tymże województwie. Miejscowości te stanowiły dotychczas odległą eksklawę powiatu łęczyckiego na terenie powiatu łódzkiego pomiędzy gminą Nakielnica (od 1924 gminą Brużyca Wielka) a Zgierzem.
Podczas II wojny światowej włączono do III Rzeszy.
Po wojnie gmina zachowała przynależność administracyjną. 24 lipca 1951 część obszaru gminy Brużyca Wielka (część gromady Krogulec) przyłączono do Zgierza. Według stanu z 1 lipca 1952 roku gmina składała się z 20 gromad: Antoniew, Brużyca, Brużyca Wielka, Brużyczka Mała, Franin, Jastrzębie Górne, Jedlicze, Karolew, Kontrewers, Krogulec, Księstwo, Łobódź, Nakielnica, Piaskowice, Ruda, Sokołów, Szatonia, Ustronie, Wierzbno i Zimna Woda.
Jednostka została zniesiona 29 września 1954 roku reformą wprowadzającą gromady w miejsce gmin. Po reaktywowaniu gmin z dniem 1 stycznia 1973 roku gminy Brużyca Wielka nie przywrócono, a jej dawny obszar wszedł głównie w skład nowej gminy Aleksandrów Łódzki w tymże powiecie i województwie.